# شروود (تگزاس)
شروود (به انگلیسی: Sherwood Shores) یک منطقهٔ مسکونی در ایالات متحده آمریکا است که در شهرستان گریسون، تگزاس واقع شده‌است. شروود ۱٬۱۹۰ نفر جمعیت دارد و ۲۱۸٫۸۵ متر بالاتر از سطح دریا واقع شده‌است.